# In a Beautiful Place Out in the Country
In a Beautiful Place Out in the Country – EP-ka szkockiego duetu elektronicznego Boards of Canada, wydana w 2000 roku.

## Minialbum

### Historia i wydania
EP-ka In a Beautiful Place Out in the Country została nagrana w studiu Hexagon Sun, a wydana 27 listopada 2000 roku jako CD i płyta winylowa. 

### Treść
Bliższa analiza utworów EP-ki ujawniła nawiązania w okładce i tytułach do zabójstw dokonanych w 1993 roku przez agentów FBI na członkach sekty Gałąź Dawidowa Davida Koresha w Waco w Teksasie. 

### Lista utworów
| 1. | Kid For Today                           | 6:23  |
|    |                                         |       |
| 2. | Amo Bishop Roden                        | 6:16  |
|    |                                         |       |
| 3. | In A Beautiful Place Out In The Country | 6:07  |
|    |                                         |       |
| 4. | Zoetrope                                | 5:18  |
|    |                                         |       |
|    |                                         | 24:04 |
|    |                                         |       |

| 1. | Kid For Today    | 6:23  |
|    |                  |       |
| 2. | Amo Bishop Roden | 6:16  |
|    |                  |       |
|    |                  | 12:39 |
|    |                  |       |

| 3. | In A Beautiful Place Out In The Country | 6:07  |
|    |                                         |       |
| 4. | Zoetrope                                | 5:18  |
|    |                                         |       |
|    |                                         | 11:25 |
|    |                                         |       |

Wszystkie utwory napisali, zrealizowali i wyprodukowali: Marcus Eoin i Michael Sandison.

## Odbiór

### Opinie krytyków
| Oceny łączne                      | Oceny łączne |
| Publikacja                        | Ocena        |
| --------------------------------- | ------------ |
| Album of the Year                 | 76/100       |
| Metacritic                        | 78/100       |
| Recenzje                          |              |
| Publikacja                        | Ocena        |
| AllMusic                          | [ 6 ]        |
| Drowned in Sound                  | 8/10         |
| The New Rolling Stone Album Guide | [ 8 ]        |
| Pitchfork                         | 8.9/10       |
| RYM                               | 3.94/5       |
| Sputnikmusic                      | 3.5/5        |

Album zyskał na ogół korzystne oceny na podstawie 4 opinii krytycznych zebranych w Metacritic
„W arktycznym, surowym Music Has the Right to Children Boards of Canada pokazali swoje zaburzone dzieciństwo, ale tutaj jest to nieco cieplejsze uczucie. Bardziej zasadnicze, podregulowane wokale nadają nowy wymiar schematowi 'mocne uderzenia + słodko-gorzkie melodie' z przeszłości” – ocenia Dean Carlson z AllMusic.
„Zdaniem Paula Coopera z magazynu Pitchfork utwory In a Beautiful Place Out in the Country brzmią jak zaktualizowany materiał z albumu Music Has the Right to Children z 1998 roku. Autor porównuje je do „uwielbianych, ale niesfornych dzieci, pełnych łatwowiernego zdziwienia i naiwności” wyjaśniając następnie: „Piosenki te przemawiają do tych z nas, którzy wymienili swoją prostoduszność na doświadczenie płacenia czynszu, niemądrych szefów, ciągłych przerw w dostawie prądu i skorumpowanej demokracji”.
W opinii innego recenzenta Pitchfork, Bena Cardew EP-ka „jest niczym innym, jak szczytem umiejętności szkockiego duetu w udźwiękowieniu tego momentu, w którym ekstaza ustępuje miejsca zwątpieniu. Utwór tytułowy zaprasza słuchacza do wyjazdu i zamieszkania we wspólnocie religijnej/ w jakims pięknym miejscu na wsi. (…). Wydaje się właściwe, że inna z piosenek nosi tytuł 'Amo Bishop Roden' – imię wdowy po rywalu Davida Koresha. Tutaj te cztery utwory są w sam raz; cały album o tak niepokojącym pięknie byłby zbyt dużym obciążeniem dla delikatnych nerwów słuchacza” – konstatuje autor.
„W przeciwieństwie do Music Has the Right to Children, czterościeżkowa EP-ka A Beautiful Place Out In The Country (2000) to album, na którym melodyjność i warstwowość utworów Boards Of Canada jest traktowana co najmniej na równi z bitami i techniką produkcji. Rezultat zapiera dech w piersiach i jest to jedna z najgłębszych kompozycji w całym ambient techno. (…) Wszystkie cztery utwory są tak tkliwie piękne, niedoskonałe i po prostu ludzkie jak każda inna muzyka, elektroniczna czy inna, wszystkie one są miniaturowymi arcydziełami nastroju, warstwowych tekstur i słodko-gorzkiej harmonii.” – ocenia Mike Watson z Ambient Music Guide i zachęca: ”Jeśli ktoś jeszcze nie poznał Boards Of Canada, to jest to wspaniałe miejsce, by zacząć”.
Według redakcji magazynu PopMatters In A Beautiful Place Out In The Country to „skromna i głęboko prywatna wypowiedź, która mieni się i płynie w niemal niezauważalnym tempie”. Końcowy utwór, 'Zoetrope', to „optyczna zabawka, przesiąknięta zarówno dziecięcym zachwytem, jak i popularnonaukowym placem zabaw, który inspiruje większość kompozycji Boards of Canada”. EP-ka stanowi, zdaniem redakcji zamknięcie dźwiękowych dokonań Music Has the Right to Children i wytyczenie planu dla nadchodzącego drugiego wydawnictwa, Geogaddi.

### Wyróżnienia
EP-ka A Beautiful Place Out In The Country znalazła się na 12. miejscu listy 50 najlepszych albumów IDM wszech czasów (The 50 Best IDM Albums of All Time) magazynu Pitchfork.

### Listy tygodniowe
| Kraj            | Lista                  | Pozycja |
| --------------- | ---------------------- | ------- |
| Kanada          | Canadian Singles Chart | 22      |
| Wielka Brytania | UK Independent Albums  | 15      |